# Люксембург (місто)
Люксембу́рг (люкс. Lëtzebuerg, фр. Luxembourg, нім. Luxemburg) — столиця Великого Герцогства Люксембург. Є адміністративним і фінансовим центром держави, розташований на півдні країни, на місці з'єднання річок Альзет і Петрус. Населення - 122273 особи, з яких 35913, або 29,37 % люксембуржці і 86360, або 70,63 % - іноземці (2019).
Утворює окрему комуну, є адміністративним центром однойменних кантону та округу держави.

## Історія
Місто Люксембург було засноване в X ст. і розвивалося навколо замку, який був розібраний у 1867 році.
Історія міста нерозривно пов'язана з країною — Великим Герцогством Люксембурзьким.
У 1994 році старовині квартали і фортифікації міста Люксембурга були віднесені до об'єктів Світової спадщини ЮНЕСКО (це єдиний об'єкт від Люксембургу у переліку світових пам'яток).

## Економіка
У місті розвинена промисловість: сталеливарна, меблева, текстильна, пивоваріння та інше.

### Транспорт

#### Вокзали
- Люксембурзький вокзал

#### Автостради
- A1 (E44): Гревенмахер — Трір (Німеччина).
- A3 (E25): Дюделанж — Тьйонвіль (Франція).
- A4: з Еш-сюр-Альзетт та A13 до Петанж, Атю[en] (Бельгія) та Лонгві (Франція)
- A6 (E25/E411): до Арлону та Брюсселю.
- A7 (E421): до Мершу та Еттельбрюка.

#### Громадський транспорт
- залізничні станції
  - Люксембург
  - Центс-Гамм[en]
  - Доммельдінген[en]
  - Голерих[en]
  - Пфаффенталь-Кірхберг[en]
- 31 маршрут автобусів
- трамвай
- Аеропорт
- Фунікулер Пфаффенталь-Кірхберг[en]
- Пфаффенталь (панорамний ліфт)[en]

### Мости та тунелі
- Міст Адольфа
- Віадук Клаузена
- Міст великої герцогині Шарлотти[en]
- Рене-Конен[en]
- Пассерелле[en]

## Клімат
| Клімат Люксембурга (1981–2000, рекорди з 1947) | Клімат Люксембурга (1981–2000, рекорди з 1947) | Клімат Люксембурга (1981–2000, рекорди з 1947) | Клімат Люксембурга (1981–2000, рекорди з 1947) | Клімат Люксембурга (1981–2000, рекорди з 1947) | Клімат Люксембурга (1981–2000, рекорди з 1947) | Клімат Люксембурга (1981–2000, рекорди з 1947) | Клімат Люксембурга (1981–2000, рекорди з 1947) | Клімат Люксембурга (1981–2000, рекорди з 1947) | Клімат Люксембурга (1981–2000, рекорди з 1947) | Клімат Люксембурга (1981–2000, рекорди з 1947) | Клімат Люксембурга (1981–2000, рекорди з 1947) | Клімат Люксембурга (1981–2000, рекорди з 1947) | Клімат Люксембурга (1981–2000, рекорди з 1947) |
| Показник                                       | Січ.                                           | Лют.                                           | Бер.                                           | Квіт.                                          | Трав.                                          | Черв.                                          | Лип.                                           | Серп.                                          | Вер.                                           | Жовт.                                          | Лист.                                          | Груд.                                          | Рік                                            |
| Абсолютний максимум, °C                        | 13,9                                           | 18,2                                           | 22,2                                           | 27,0                                           | 31,6                                           | 35,4                                           | 39,0                                           | 37,9                                           | 31,5                                           | 26,0                                           | 18,4                                           | 14,6                                           | 39,0                                           |
| Середній максимум, °C                          | 3,1                                            | 4,7                                            | 9,1                                            | 13,3                                           | 17,8                                           | 20,7                                           | 23,2                                           | 22,8                                           | 18,4                                           | 13,1                                           | 7,3                                            | 3,9                                            | 13,1                                           |
| Середня температура, °C                        | 0,8                                            | 1,6                                            | 5,2                                            | 8,7                                            | 13,0                                           | 15,9                                           | 18,2                                           | 17,7                                           | 13,9                                           | 9,5                                            | 4,7                                            | 1,8                                            | 9,3                                            |
| Середній мінімум, °C                           | −1,6                                           | −1,3                                           | 1,6                                            | 4,4                                            | 8,4                                            | 11,1                                           | 13,3                                           | 13,0                                           | 10,0                                           | 6,3                                            | 2,2                                            | −0,5                                           | 5,6                                            |
| Абсолютний мінімум, °C                         | −17,8                                          | −20,2                                          | −14,4                                          | −6,9                                           | −2,1                                           | 0,9                                            | 4,5                                            | 4,3                                            | −0,7                                           | −4,6                                           | −11,1                                          | −15,3                                          | −20,2                                          |
| Середня кількість сонячних годин на місяць     | 50,3                                           | 83,6                                           | 125,1                                          | 181,6                                          | 213,4                                          | 227,0                                          | 250,3                                          | 230,8                                          | 161,9                                          | 105,9                                          | 54,2                                           | 41,0                                           | 1725,1                                         |
| Норма опадів, мм                               | 76.6                                           | 62.5                                           | 69.1                                           | 58.2                                           | 78.5                                           | 79.9                                           | 71.0                                           | 75.4                                           | 76.3                                           | 86.8                                           | 76.0                                           | 86.7                                           | 896.9                                          |
| Днів з опадами                                 | 17,1                                           | 13,8                                           | 16,1                                           | 13,6                                           | 14,6                                           | 14,0                                           | 12,8                                           | 13,2                                           | 12,8                                           | 15,2                                           | 17,2                                           | 17,7                                           | 178,1                                          |
| Днів зі снігом                                 | 8,6                                            | 8,0                                            | 4,7                                            | 2,1                                            | 0,0                                            | 0,0                                            | 0,0                                            | 0,0                                            | 0,0                                            | 0,1                                            | 2,8                                            | 7,3                                            | 33,5                                           |
| Вологість повітря, %                           | 87                                             | 81                                             | 75                                             | 68                                             | 69                                             | 69                                             | 67                                             | 70                                             | 76                                             | 83                                             | 88                                             | 88                                             | 77                                             |
| ---------------------------------------------- | ---------------------------------------------- | ---------------------------------------------- | ---------------------------------------------- | ---------------------------------------------- | ---------------------------------------------- | ---------------------------------------------- | ---------------------------------------------- | ---------------------------------------------- | ---------------------------------------------- | ---------------------------------------------- | ---------------------------------------------- | ---------------------------------------------- | ---------------------------------------------- |
| Джерело: Meteolux                              |                                                |                                                |                                                |                                                |                                                |                                                |                                                |                                                |                                                |                                                |                                                |                                                |                                                |

## Демографія
Динаміка чисельності населення:

## Освіта, культура, пам'ятки
У місті Люксембург розташовані головні освітні й культурні заклади країни:
- Люксембурзький університет;
- Національний музей історії та мистецтва;
- Люксембурзька національна бібліотека;
- Великий театр міста Люксембурга;
- Театр Капуцинів;
- Консерваторія Люксембургу;
- Люксембурзька філармонія;
- Люксембурзький філармонічний оркестр.

Щорічно на площі de Glacis відбуваються доброчинні фестивалі Scheuberfouer, перший з яких було організовано та проведено 1340 року, за князя Яна Люксембурзького.
Найвідоміші споруди міста Люксембурга — катедра Notre Dame, ратуша, міст Адольфа.
У місті розташовані Палац великих герцогів, що є офіційною резиденцією глави держави Люксембург, у парку «Три жолуді» — однойменний замок та Музей сучасного мистецтва імені Великого герцога Жана.

## Міста-побратими
| Країна  | Місто  | Примітки    |
| ------- | ------ | ----------- |
| Англія  | Camden | з 2007 року |
| Франція | Мец    |             |